# Boise (rzeka)
Boise (ang. Boise River) – rzeka w Stanach Zjednoczonych, w zachodniej części stanu Idaho, dopływ rzeki Snake.
Rzeka powstaje z połączenia rzek Middle Fork Boise i North Fork Boise, w Górach Skalistych, na terenie lasu narodowego Boise, na wysokości około 1060 m n.p.m. Płynie w kierunku zachodnim, przepływając przez miasta Boise (stolica stanu Idaho) i Caldwell. Do rzeki Snake uchodzi w pobliżu granicy Oregonu, na południe od miasta Nyssa, na wysokości około 670 m n.p.m. Rzeka przepływa przez zbiorniki retencyjne Arrowrock i Lucky Peak, powstałe w następstwie budowy zapór wodnych Arrowrock i Lucky Peak. Długość rzeki wynosi 164 km (około 248 km licząc od źródła Middle Fork Boise).
Nazwa Boise pochodzi od francuskiego słowa boisé – zalesiony.